# Typhlotanais
Typhlotanais är ett släkte av kräftdjur som beskrevs av Georg Ossian Sars 1882. Enligt Catalogue of Life ingår Typhlotanais i familjen Nototanaidae, men enligt Dyntaxa är tillhörigheten istället familjen Typhlotanaidae.

## Dottertaxa tillTyphlotanais, i alfabetisk ordning[1][2]
- Typhlotanais aequiremis
- Typhlotanais angulatus
- Typhlotanais assimilis
- Typhlotanais brachyurus
- Typhlotanais brevicornis
- Typhlotanais compactus
- Typhlotanais cornutus
- Typhlotanais crassus
- Typhlotanais dubius
- Typhlotanais elegans
- Typhlotanais eximius
- Typhlotanais filatovae
- Typhlotanais finmarchicus
- Typhlotanais gracilipes
- Typhlotanais grandis
- Typhlotanais greenwichensis
- Typhlotanais gruzovi
- Typhlotanais inaequipes
- Typhlotanais inermis
- Typhlotanais irregularis
- Typhlotanais kerguelenensis
- Typhlotanais kussakini
- Typhlotanais longicephala
- Typhlotanais longimanus
- Typhlotanais longus
- Typhlotanais macrocephalus
- Typhlotanais magnificus
- Typhlotanais mananensis
- Typhlotanais messinensis
- Typhlotanais microcheles
- Typhlotanais mucronatus
- Typhlotanais parangularis
- Typhlotanais parvus
- Typhlotanais peculiaris
- Typhlotanais penicillatus
- Typhlotanais plebejus
- Typhlotanais proctagon
- Typhlotanais profundus
- Typhlotanais pulcher
- Typhlotanais rectus
- Typhlotanais richardi
- Typhlotanais rotundirostris
- Typhlotanais setosus
- Typhlotanais solidus
- Typhlotanais spinicauda
- Typhlotanais spiniventris
- Typhlotanais tenuicornis
- Typhlotanais tenuimanus
- Typhlotanais trispinosus
- Typhlotanais variabilis
- Typhlotanais williamsae